# Đương quy
Để biết về loài cùng tên Đương quy xin mời xem thêm Angelica polymorpha.
Đương quy (tên khoa học: Angelica sinensis) là một loài thực vật có hoa trong họ Hoa tán. Loài này được Daniel Oliver mô tả khoa học đầu tiên năm 1891 dưới danh pháp Angelica polymorpha var. sinensis. Năm 1900, Friedrich Ludwig Emil Diels nâng cấp nó thành loài độc lập.

## Các thứ
- Angelica sinensis var. sinensis: Bản địa Trung Quốc (Cam Túc, Hồ Bắc, Thiểm Tây, Tứ Xuyên, Vân Nam).[5] Du nhập vào Việt Nam.[6]
- Angelica sinensis var. wilsonii (H.Wolff) Z.H.Pan & M.F.Watson, 2004 (đồng nghĩa: Angelica wilsonii H.Wolff, 1930, Angelica omeiensis C.Q.Yuan & R.H.Shan, 1985): Bản địa miền tây Tứ Xuyên, Trung Quốc.[7][8] Tên gọi tại Trung Quốc: 川西当归 (Xuyên Tây đương quy).

## Hình ảnh

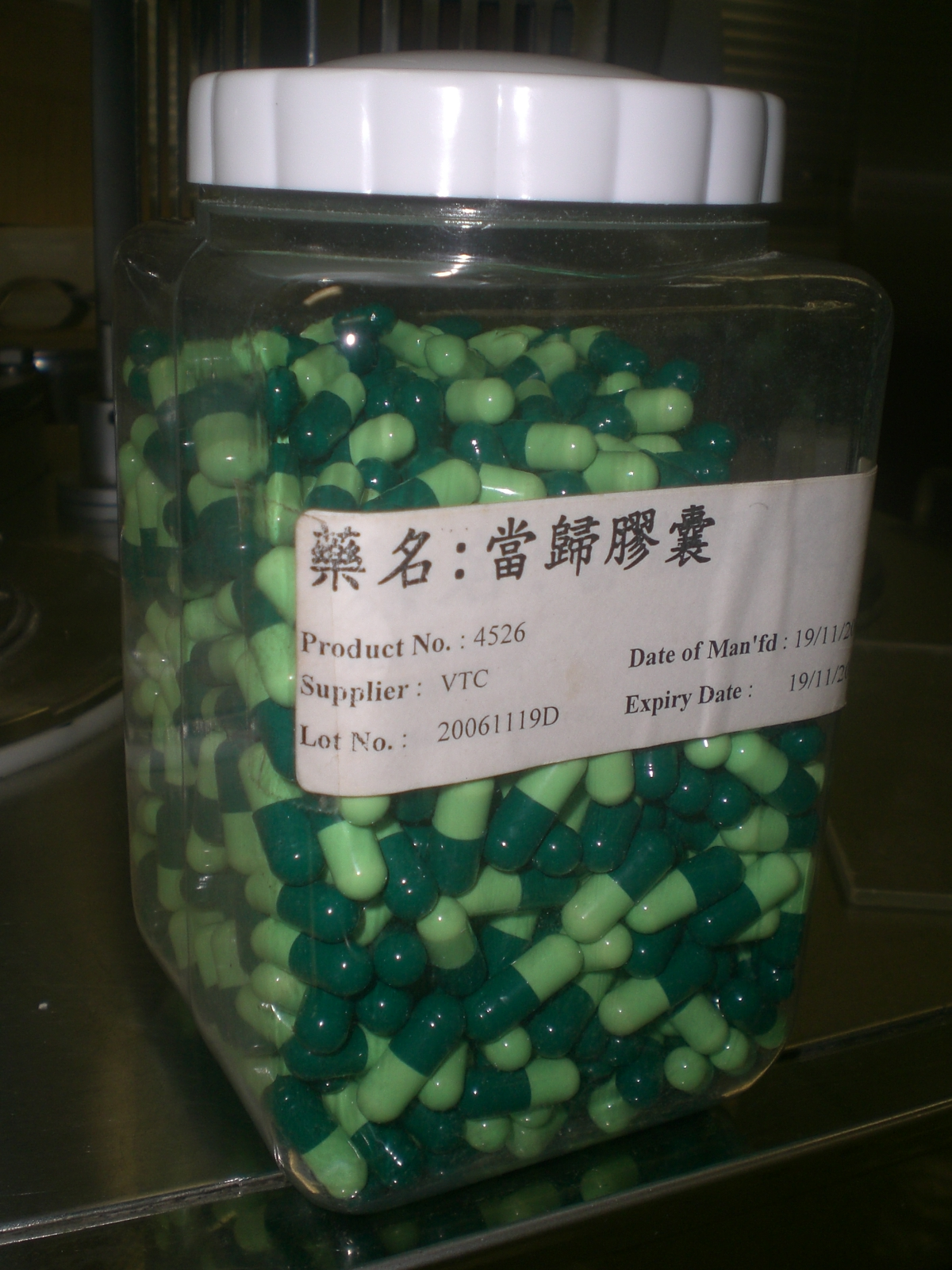